# Ljud- och ljusdisciplin
Ljud- och ljusdisciplin är ett militärt begrepp som innebär att trupp undviker att lysa med starka lampor eller prata högt under sin verksamhet, för att undgå upptäckt. Man bör finna en balans mellan försiktighet och aktion, så att truppen blir så effektiv som möjligt.